# Letopisy Narnie: Plavba Jitřního poutníka
Letopisy Narnie: Plavba Jitřního poutníka je dobrodružný rodinný fantasy film z roku 2010 podle knihy C. S. Lewise Plavba Jitřního poutníka, která je třetí v pořadí vydání (a pátá dle dějové chronologie) z řady Letopisy Narnie.
Jde o třetí film z filmové řady Letopisy Narnie od Walden Media. Na rozdíl od prvních dvou filmů (Lev, čarodějnice a skříň a Princ Kaspian) je tento natočen v Digital 3D a distribuován společností
20th Century Fox.

## Příběh
Sourozenci Edmund a Lucka Pevensiovi jsou kvůli válce odloučeni od zbytku rodiny a žijí u svého zlomyslného bratrance Eustáce, který jim znepříjemňuje život. Stýská se jim po tajemné zemi Narnii plné kouzel, kam se již dříve dvakrát dostali a zažili tam se svými staršími sourozenci mnoho dobrodružství s laskavým mluvícím lvem Aslanem, který často zkouší víru svých věrných tím, že jim v bitvách přijde na pomoc až na poslední chvíli.
Jednoho dne jsou oba i s Eustácem přeneseni do Narnie skrze kouzelný obraz. Setkávají se s králem Kaspianem X. a na jeho lodi jménem Jitřní poutník se vydávají najít sedm ztracených lordů. V posádce, které velí kapitán Drinian, je kromě lidí i faun, minotaur Tavros a mluvící myšák Rípčíp. Ten Eustáce ostře kárá za jeho zbabělost a kradení lodního jídla a když to nepomůže, ztrestá jej v přátelském šermířském souboji.
První zastávka Jitřního poutníka je na Osamělých ostrovech, kde Eustácovou neschopností padnou do zajetí otrokářů. Drinianovi muži je však zachrání a vrátí ostrovu svobodu. Tam potkají Berna, prvního z hledaných lordů, a dozvídají se, že okolní ostrovy sužuje děsivá zelená mlha, která požírá lidi. K posádce se připojí Rhince, jehož manželku Helenu mlha pohltila, se svou dcerou Gael.
Na dalším ostrově Lucku unesou neviditelní trpaslíci Ťulpodi. S výhrůžkami jí nařídí, aby vstoupila do domu tyrana Koriakina a přečetla kouzlo, které je zase zviditelní. Lucka v hrůze poslechne; přitom strčí do kapsy kouzlo, které ji může učinit krásnou. (Když ho později použije, objeví se u ní Aslan a napomene ji za to, že závidí krásu své starší sestře Zuzaně, místo aby byla sama sebou.) Když po Lucce ostatní pátrají, Ťulpodi je drží v šachu tvrzením, že jsou to krvelační obři; v tom Lucka přečte kouzlo a jejich lež je prozrazena.
Ukáže se, že Koriakin je hodný kouzelník, který Ťulpodům pomáhá, a ti jej obviňují bezdůvodně. Koriakin posádce vysvětlí, že mlha je bude pokoušet ke zlým myšlenkám, kterým nesmějí podlehnout. Mohou ji porazit, jen když položí na Aslanův stůl sedm kouzelných mečů, z nichž první jim dal lord Bern.
Při další plavbě je jejich odhodlání vyzkoušeno dlouhou bouří a hrozícím nedostatkem zásob. Poté přistanou na sopečném ostrově, kde najdou dva mrtvé lordy, kteří zemřeli pro svoji hrabivost. Eustác se pokusí vzít dračí poklad a je za to zaklet v draka. To ovšem změní jeho sobeckou povahu a naučí ho to myslet více na druhé. S Rípčípem ho začne pojit hluboké přátelství.
Když posádka dorazí na Rámandúův ostrov s Aslanovým stolem, najde tam tři spící lordy. Položí na stůl meče všech šesti lordů a v tom spadne z nebe hvězda a promění se v krásnou ženu Lilliandil. Ta jim poradí, že pro sedmý meč se musí vydat na Temný ostrov vyzařující zlo a hrůzu.
Kaspian v plamenném proslovu vyzve posádku ke statečnému boji, zatímco Rípčíp přesvědčuje Eustáce, aby z bitvy neprchal. Na ostrově vezmou na loď sedmého lorda, ovšem plavidlo je napadeno obřím mořským hadem. Eustác s ním statečně bojuje bez ohledu na svá zranění; poté mu Aslan vrátí jeho lidskou podobu. Posádka lodi se snaží hada zabít lukostřelbou, meči, rozdrcením o skálu a harpunami; nic z toho však nepomůže. Mezitím je Eustác přenesen k Aslanovu stolu, kde položí sedmý meč. V ten okamžik jiný kouzelný meč (který Edmundův bratr Petr dostal v prvním díle) získá magickou sílu a Edmund jím s nasazením života hada usmrtí.
Tím je zlo poraženo a mlha vydá lidi, které předtím pohltila. Rhince se setkává se svojí ženou. Posádka zjistí, že je blízko Aslanovy země, a vydá se do ní. Tam je Aslan pochválí za udatnost a přenese tři hrdiny zpátky do Anglie. Sdělí jim, že Lucka s Edmundem se již do Narnie nevrátí, ale ve svém světě se mohou s Aslanem též setkat, ovšem musí jej hledat pod jiným jménem.

## Rozdíly mezi filmem a knihou
- Ve filmu dostane posádka za úkol položit sedm mečů na Aslanův stůl, aby porazili zelenou mlhu, která všechny pokouší (vidinami Jadis, Kaspianova otce apod.)
- Vysvobození prvního ostrova z moci otrokářů proběhlo v knize bez boje (Kaspian vzbudil zdání, že má s sebou velkou flotilu)
- Ve filmu se Kaspian připojí k těm, kdo na člunu vystoupí v Aslanově zemi; v knize mu to Aslan výslovně zakáže
- Scéna, kdy Lucinka kouzlem špehuje svoji kamarádku, je nahrazena scénou, kdy Lucinka přečte kouzlo, které jí má přidat krásu; Aslan ji pak ve snu přenese do Ameriky k Petrovi a Edmundovi, aby jí ukázal, že bez ní by její sourozenci nepoznali Narnii – a proto že má být sama sebou a nezávidět Zuzaně
- Ve filmu Koriakin posádce poradí cestu dále, v knize o dalších ostrovech nic neví
- V knize zbaví Aslan Eustáce dračí podoby po několika dnech, ještě na témže ostrově, kde k ní přišel. Ve filmu to udělá až po boji s mořským hadem u Temného ostrova. Eustác tak např. coby drak táhne loď za bezvětří nebo se jí později snaží bránit před mořským hadem. (V knize se o zabití mořského hada pokusí už zase jako kluk, zničí však pouze meč.)
- Ve filmu je jezírko s vodou měnící vše ve zlato objeveno na témže ostrově. kde se Eustác proměnil v draka, v knize k tomu došlo později na jiném ostrově, který pak pojmenovali Ostrov mrtvé vody.